# Comité Olímpico de las Islas Vírgenes de los Estados Unidos
El Comité Olímpico de las Islas Vírgenes de los Estados Unidos es el Comité Olímpico Nacional en representación de las Islas Vírgenes de los Estados Unidos. Fue fundado en 1967 y reconocido ese mismo año por el Comité Olímpico Internacional. Es responsable de la participación de las Islas Vírgenes de los Estados Unidos en los Juegos Olímpicos.